# Зеетойфель (подводная лодка Бауэра)
Зеетойфель (нем. Seeteufel — морской чёрт) — вторая подводная лодка немецкого инженера Вильгельма Бауэра (1855 год). Построена в Санкт-Петербурге по заказу Российской Империи.
(не путать с «проект Зеетойфель» — экспериментальными гусеничными подводными лодками, разрабатывавшимися в Германии в 1944 году)

## История постройки
После неудачи первого проекта инженера — субмарины «Брандтаухер», построенной в Германии и затонувшей в порту Киль, ни Пруссия ни Австрия более не хотели связываться с проектами Бауэра. Безуспешными были также его попытки построить подводную лодку в интересах Англии и США: эти страны также отказали изобретателю в поддержке. Тогда он обратился к правительству Российской Империи с предложением о постройке «...гипонавтического снаряда, который  способен двигаться под поверхностью воды, и целью которого являются  подводные военные действия. Снаряд... имеющий вид тюленя движется при  помощи не паровой, а газовой силы со скоростью, которая равна скорости  парохода по всем направлениям, не только на воде, но и под поверхностью  воды. Данный снаряд, который управляется находящимися в нем людьми,  способен подходить под килем кораблей невидимо для неприятеля...» (Из докладной записки Вильгельма Бауэра в Морское министерство России 13 марта 1853 года). По благоволению Великого Князя Константина Николаевича В. Бауэр был зачислен в морское ведомство на действительную службу в чине вольного инженер-механика. Ему была предоставлена возможность постройки своей субмарины в Санкт-Петербурге, на заводе, принадлежавшем Николаю Романовскому. В течение шести месяцев 1855 года судно было построено.
В ноябре 1855 года была предпринята первая попытка спуска «Зеетойфеля» на воду в Обводном канале. Однако, перевозившая его баржа при проходе под мостом села на мель, треснула и затонула вместе с субмариной. Зиму 1855/56 года «Зеетойфель» провёл в Обводном канале, и лишь весной был извлечён из него.
20 мая 1856 года подводная лодка Бауэра была доставлена в Кронштадт, и 25 мая 1856 около 20 часов вечера была спущена в воду для испытаний.

## Технические характеристики
Материал — железные листы толщиной 15 мм, скреплённые с помощью эллиптических шпангоутов. В носовой части — отделённая от основного объёма водолазная камера (шлюз-кессон).
Лодка приводилась в движение четырьмя матросами, вращавшими ступенчатые колёса, которые приводили в движение гребной винт.
Проектная скорость — 7 узлов. Реальная скорость на испытаниях — менее 1 узла.
Длина лодки — 15,8 м. Ширина — 3,8 м. Высота — 3,4 м.
Полное водоизмещение — 47 тонн.
В лодке имелся 21 иллюминатор.
Расчётная глубина погружения — до 46 метров (по первоначальному проекту), 20 метров(по более поздним заявлениям Бауэра).
Фактическая глубина погружения — до 13 метров
Экипаж — 8—13 чел.
Лодка погружалась в воду с помощью накачивания воды в четыре цилиндрические цистерны: при погружении три цистерны заполнялись полностью, а четвёртая – регуляторная, имеющая меньший размер, была предназначена для удержания подлодки на заданной глубине. Во время всплытия воду откачивали ручными насосами.

## Вооружение
Мины для ручной установки через специальные рукава-перчатки. В каждой мине находилось по 500 фунтов пороха и 11 поражающих элементов (металлических "бомб"). Общий вес мины 480 кг. Первоначально планировалось, что операцию по её прикреплению к днищу вражеского корабля будет выполнять человек, находящийся в наблюдательной кабине (тот же способ, что и в субмарине 1850 г.). Для этого к бокам кабины были прикреплены два гуттаперчевых рукава с перчатками. Но погружения показали, что забортное давление воды вдавливает рукава внутрь кабины. Тогда Бауэр решил, что установку мины будет производить водолаз. С этой целью он устроил в центральной части лодки шлюзовую камеру, через которую водолаз мог выйти под водой наружу, а потом, прикрепив мину (обладавшую минимальной положительной плавучестью) к килю корабля противника, вернуться обратно.

В докладной записке от 13 марта 1853 года, расписывая достоинства своего проекта (которого к тому моменту ещё не было) Вильгельм Бауэр писал:
«У снаряда находится шесть петард, заряженных каждая 600 фунтами пороху, да одиннадцать бомб, установленных таким образом, что сам управляющий снарядом, не выходя из него, прикрепляет их к килю неприятельского корабля, посредством механизма, приводимого в действие изнутри снаряда. Прикрепление же происходит без шума или удара, в пятнадцать секунд, в течение которых снаряд, посредством двух крюков, находящихся на передней и задней его частях, так прикрепляется к килю неприятельского корабля, что не отстанет ни при перемене курса корабля, ни от волнения... Снаряд снабжен ракетными поплавками, выбрасывающими от 170 до 300 ракет разом в коническо-спиральном виде; эти поплавки производят страшное действие, но неприятелю их на воде нелегко распознать»
В реальности же ничего из описанного в построенном «Зеетойфеле» реализовано не было, что и поставили изобретателю в вину при разрыве контракта с ним.

## Испытания
Командиром лодки был назначен лейтенант Федорович
Первые испытания были проведены в Кронштадте 26 мая 1856 года (по другим данным — 28 мая). В присутствии великого князя Константина Николаевича лодка совершила шесть удачных погружений и всплытий. В течение лета 1856 года испытания продолжались. В одном из них принял участие академик Э. Х. Ленц, который изучал поведение магнитного компаса внутри подводной лодки.
6 сентября 1856 года, в день коронования императора Александра II, Вильгельм Бауэр погрузился, взяв с собой четверых флотских музыкантов. С первым выстрелом салюта музыканты и экипаж начали петь российский гимн, который был приглушенно слышен на поверхности.
Ходовые испытания «Зеетойфель» проходил вполне успешно, чего не сказать об испытаниях боевых. В. Бауэр обещал Великому Князю, что его субмарина за одно погружение сможет устанавливать до 6 мин под днищами вражеских кораблей. В реальности же на испытаниях лодке не удалось установить ни одной мины ни разу.  На испытаниях, которые проходили на Северном Кронштадтском фарватере, подводники несколько часов тщетно пытались подвести мину под плавучую батарею. Потом безуспешно пытались взорвать предназначенный для этого бот. Но мину подвесить к днищу бота так и не удалось.
В течение 4 месяцев лодка 133 раз погружалась в воду. Во время 134-го погружения, 2 октября 1856 года случилась авария: при попытке в очередной раз пройти под днищем надводного судна и установить на него макет мины, на глубине 5,5 м (17,5 футов) лодка села на мель, зарывшись в песок и запутавшись винтом в водорослях. Экипажу (включая самого Вильгельма Бауэра) удалось спастись, однако субмарина затонула.

## Завершение проекта
В 1857 году лодку подняли, однако признали непригодной для боевого применения: ей не только не удалось поставить ни одной мины на испытаниях, но и глубина её погружения была в несколько раз меньше расчётной. Кроме того, комиссия, анализировавшая протоколы всех испытаний, установила вопиющие несоответствия подводной лодки первоначальным обязательствам по 10-и пунктам, под которые Бауэру выделялись деньги
Инженер В. Бауэр был лишён жалования до исправления недоработок, однако он отказался вносить в конструкцию необходимые исправления, и 25 февраля 1858 года проект был закрыт, а Вильгельм Бауэр — уволен со службы за неисполнение контракта. «Зеетойфель» к этому времени находился в одном из эллингов на Охтинской судоверфи. Изобретателю его не отдали, и дальнейшая судьба подводной лодки неизвестна.